# Arquitectura abbàssida

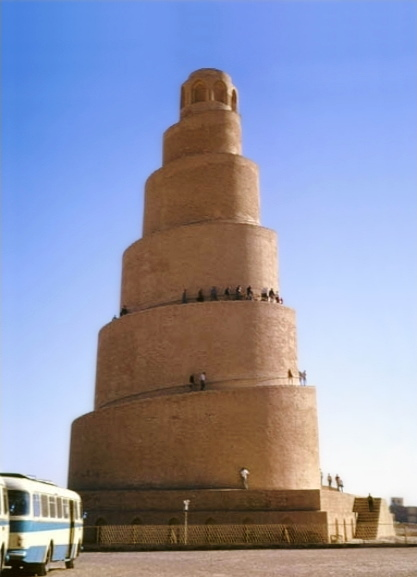
Minaret en espiral de la Gran Mesquita de Samarra, Iraq

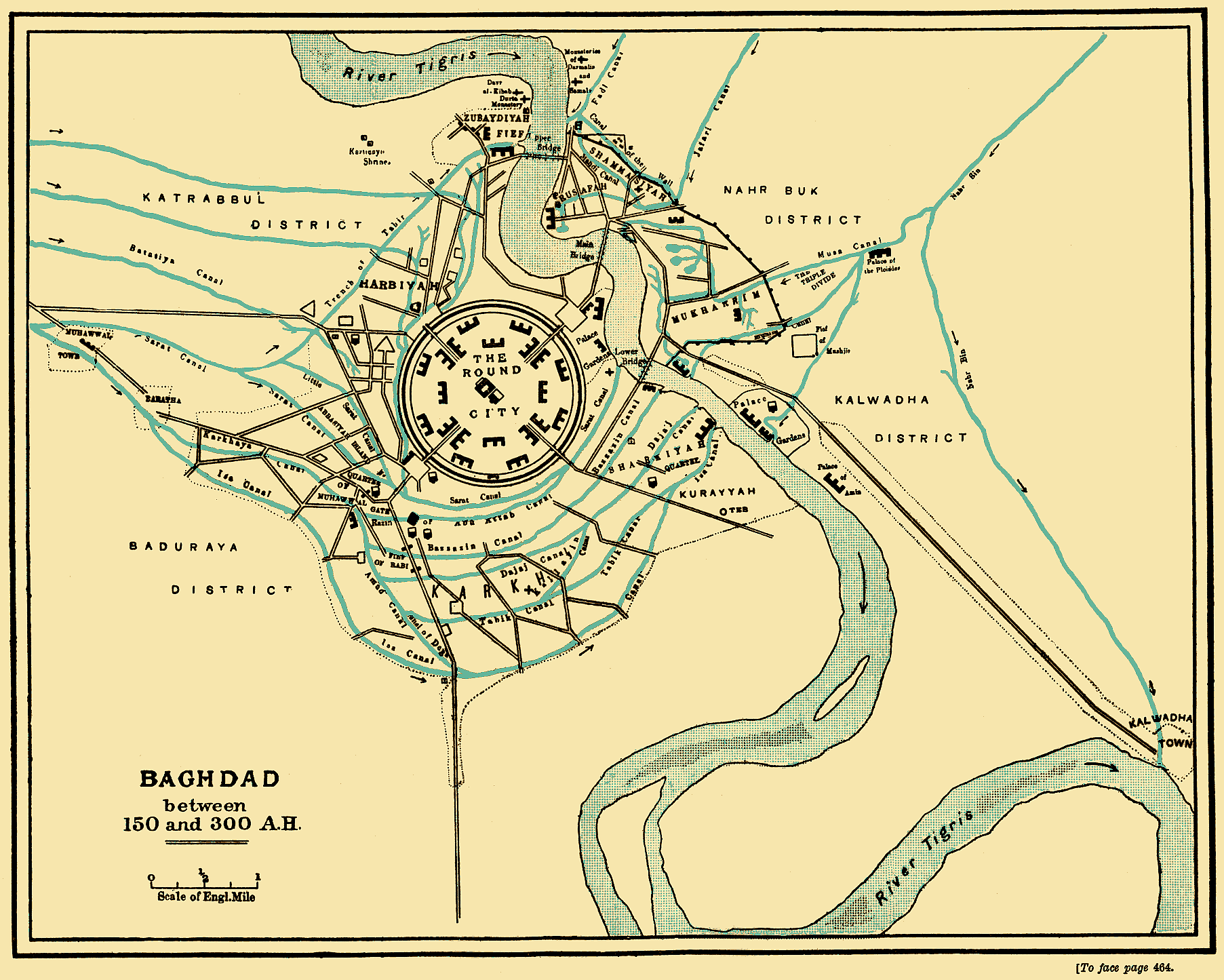
Pla esquemàtic de Medinat al-Salam, 'Ciutat de la Pau' (més tard Bagdad), construïda pel califa Al-Mansur entre els anys 767 i 912, a partir de la ciutat redona de Bagdad. La ciutat redona original es va construir seguint el pla de les ciutats circulars sassànides, com ara Firuzabad

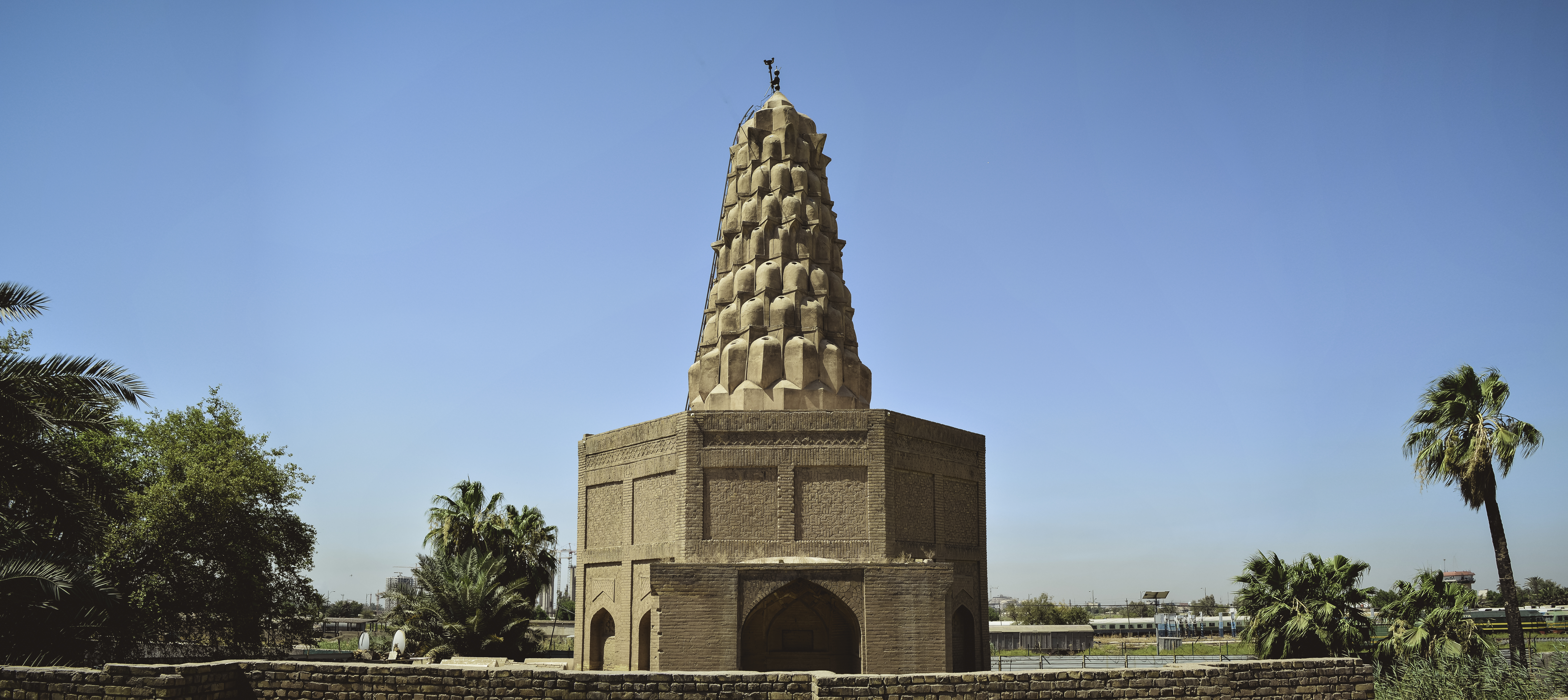
Mesquita i mausoleu de Zumurrud Khatun, construït el 1202 per Sitt Zubayda (Zumurrud Khatun), mare del califa Al-Nàssir, i esposa d'Al-Mustadi, al Cementeri de Bagdad

L'arquitectura abàssida es va crear en el Califat abàssida entre els anys 750 i 945, principalment al seu centre de Mesopotàmia. Els abàssides van heretar les tradicions arquitectòniques perses i també es van veure influïts pels estils d'Àsia Central. Idearen estils propis, sobretot en la decoració dels edificis i van definir fonamentalment la forma i l'art de l'arquitectura islàmica. Bagdad, llavors centre del món islàmic, esdevingué el centre de l'art islàmic, i el gust abàssida va guanyar terreny a poc a poc a l'Àsia occidental i a l'Àfrica del Nord. Ací aparegueren per primera vegada els intricats patrons ornamentals que  reemplaçaren la representació humana i animal, que esdevindria un segell distintiu de tot el món islàmic. Encara que els abàssides van perdre el control de gran part del seu imperi després del 870, la seua arquitectura va continuar sent copiada pels estats successors d'Iran, Egipte i l'Àfrica del Nord.(1)
Conforme el poder passava dels omeies als abàssides, els estils cristians van evolucionar cap a un estil basat més en l'arquitectura sassànida amb els seus elements iranianoperses. De l'arquitectura omeia, construïda en pedra i estesa principalment a la Mediterrània, a Damasc i Jerusalem, es va passar a Orient a una altra basada en la rajola d'argila cuita o assecada al sol i coberta amb estuc de guix tallat o fos, sovint pintat.  Probablement es degué a la manca de matèria primera.
Un fet important en fou la creació o gran ampliació de ciutats que es van convertir en capitals de l'imperi. Al-Mansur (r. 754-755), fundador del Califat abàssida, va establir el 762 a la vora del Tigris la "Ciutat de la Pau", ara Bagdad, a uns 35 km de l'antiga capital sassànida de Ctesifont. Amb la seua planta redona dissenyada per a simbolitzar el centre del món, la ciutat proclamava la supremacia de l'arquitectura islàmica. Era una ciutat emmurallada amb quatre portes, al bell mig contenia el Palau Reial amb una cúpula daurada i una gran mesquita adjunta. Dissortadament, l'edifici no ens ha sobreviscut; les descripcions, però, en són tan abundants que se'n podria reconstruir quasi tota la ciutat. La porta principal del palau, anomenada Porta Daurada, s'obria amb un iwan decorat. Al-Mansur també planificà la ciutat d'Ar-Raqqà al llarg de l'Eufrates. També el califa Al-Mútassim (r. 833-842) va decidir fundar l'any 835 una nova capital al llarg del Tigris, Samarra, i abandonar la vella capital Bagdad. Va ser una resposta política als conflictes creats per la implantació de les seues tropes mercenàries, formades per mamelucs, com a resposta al pes de les elits àrabs en el govern abàssida. Aquesta ciutat arribà a tenir hipòdroms i vedats de caça. La principal edificació n'era el gegantesc Palau Dar-al-Amma o Jawsaq al-Jaqani, les restes del qual s'estenen unes 170 ha al nord de l'actual població.
A causa de la naturalesa seca de l'entorn, alguns palaus construïts en aquesta època eren paradisos aïllats. El Palau fortalesa d'Al-Ukhaydir, al bell mig del desert, és un bon exemple d'aquest tipus d'edifici, amb estables, cases i mesquita, tot a l'entorn de patis interiors circumdants.
Els abàssides van aixecar innombrables grans mesquites. Pràcticament tornaren al tipus de les primeres mesquites amb enormes espais, com la famosa Gran Mesquita de Samarra, construïda pel califa  Al-Mutawàkkil (r. 847-861) entre 849 i 852, el lloc de culte més gran de l'islam, amb una planta de 156 x 240 m, una muralla de rajola i 21 entrades. La sala d'oració, amb diferents naus, tenia un sostre d'estructura de fusta. Hui només se'n conserven els murs de la tanca i centenars de pilars. La rica decoració interior de la gran mesquita està relacionada amb motius cristians, bizantins i partidistes. El minaret és realment especial: una rampa en espiral s'eleva més de 50 m al voltant d'una torre cilíndrica que es va estrenyent, i que es relaciona amb els zigurats assiris i babilònics.
Altres mesquites d'aquesta època, com la  Mesquita d'Ibn Tulun, al Caire, i la Gran Mesquita de Kairuan a Tunísia, tot i que en acabant es van construir durant la dinastia Omeia, es renovaren radicalment en el segle ix. Aquestes quasi reconstruccions es feren en els confins del món musulmà, en una zona que controlaven els aglàbides; els estils utilitzats, però, n'eren sobretot abàssides. La Mesquita d'Ibn Tulun és el millor exemple del tipus iranià de mesquites de saló. La va construir Àhmad ibn Tulun, governador d'Egipte (r. 868-884) i fundador de la dinastia gairebé independent dels Tulúnides, a la part nord de la llavors capital Fustat (hui part del Caire), on va fer construir un nou barri.

Mesopotàmia només té un mausoleu supervivent d'aquesta època, a Samarra, rematat amb una cúpula octogonal que és la tomba d'Al-Mútassim. No hi hagué massa innovacions ni estils nous, com ara l'arc de quatre centres i la cúpula sobre trompes. Per desgràcia, se'n va perdre molt a causa de la naturalesa efímera de l'estuc i els taulells vidriats.

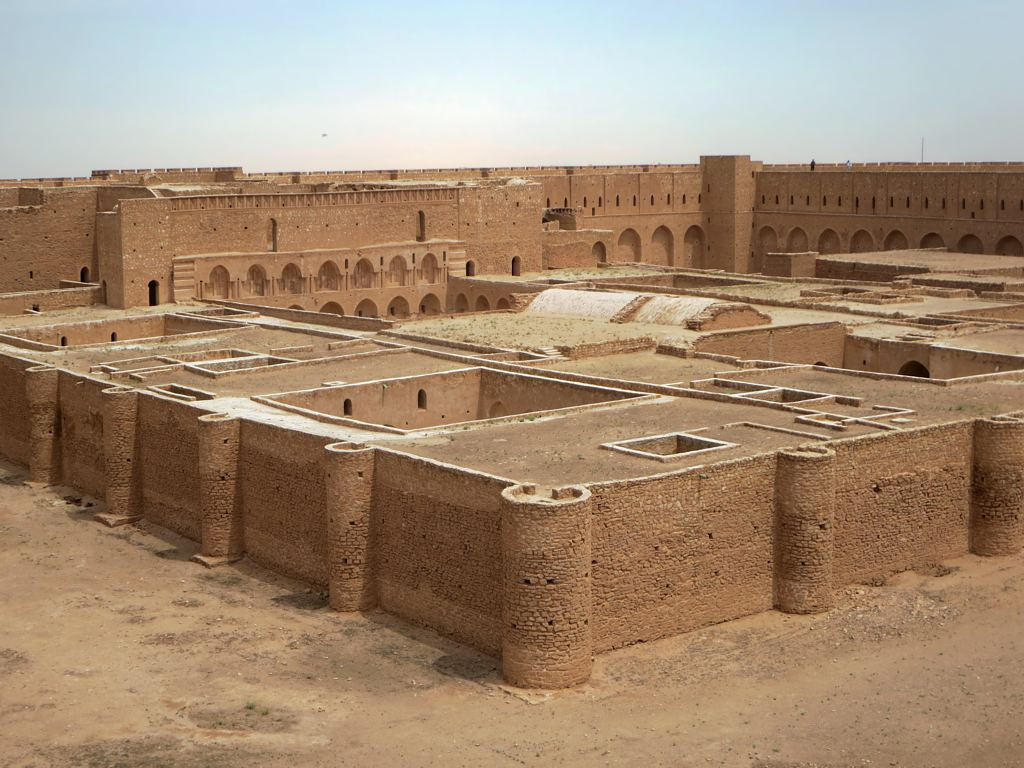
El Palau del desert d'Al-Ukhaydir (775) es troba a gairebé 200 km al sud de Bagdad. Originàriament tenia tres pisos
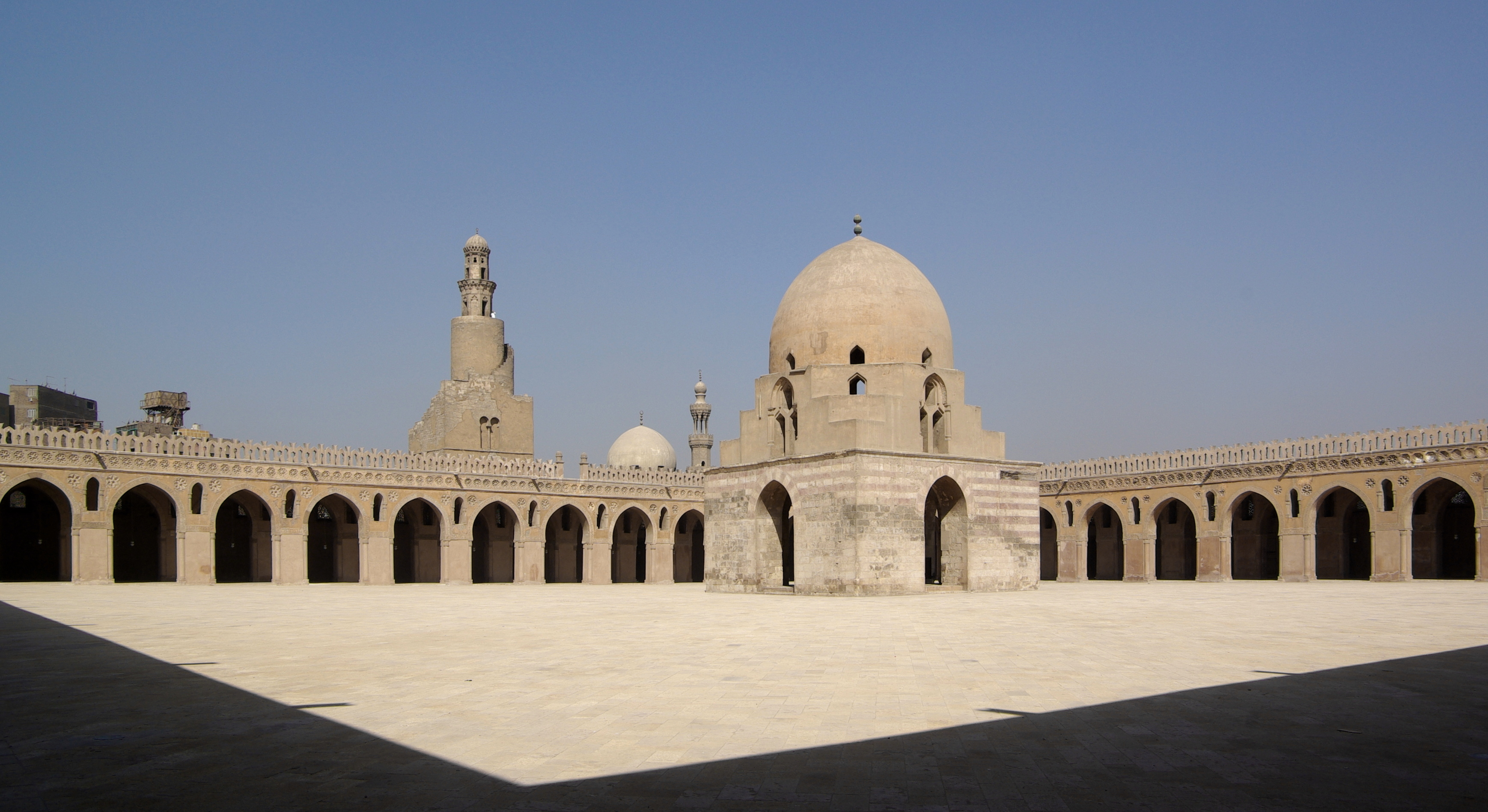
La Mesquita d'Ibn Tulun (876-879), el millor exemple de la mena de mesquita iraniana de saló, un exemple d'arquitectura abàssida construït per el governador Ahmad ibn Tulun (el Caire)
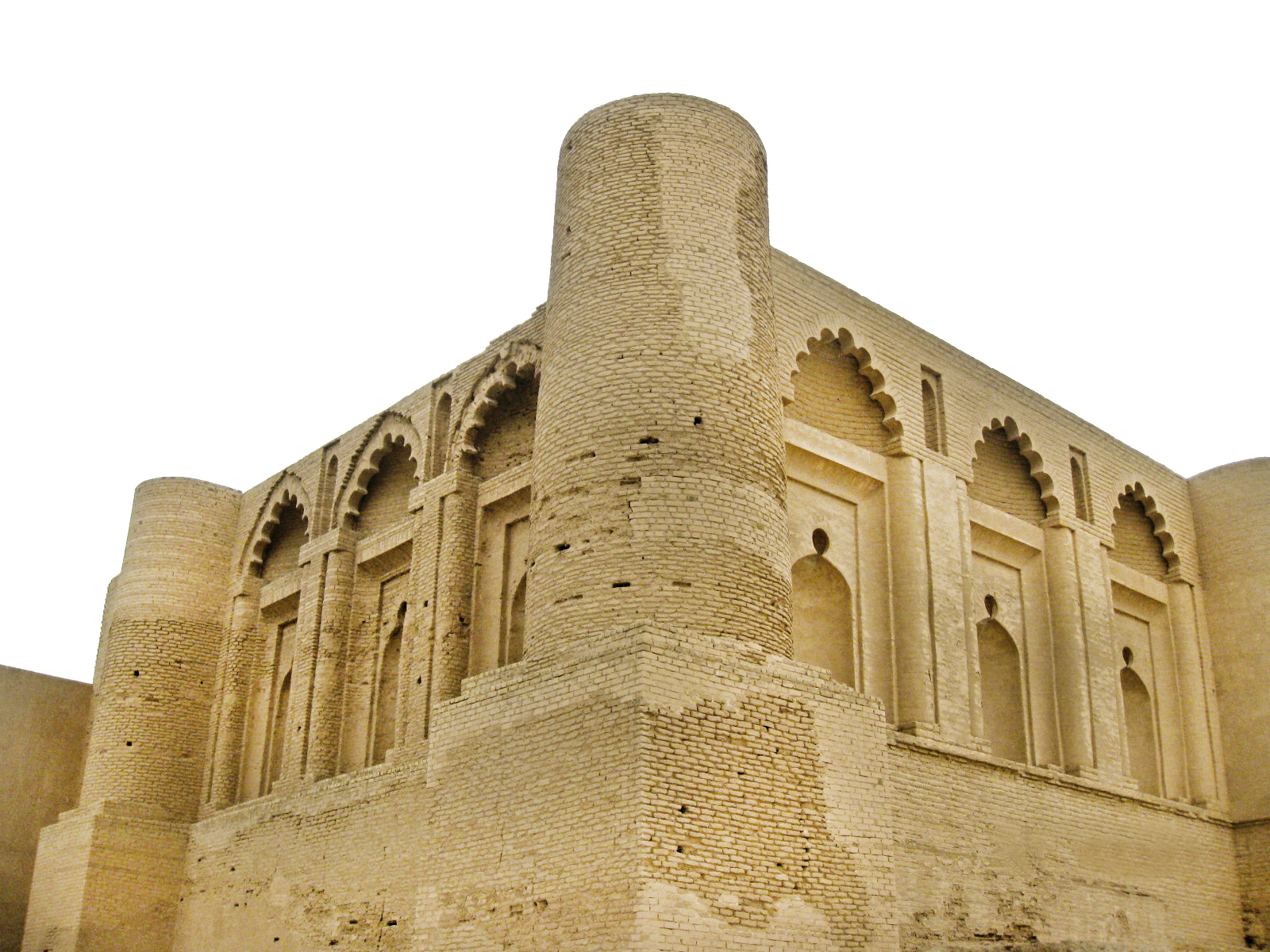
Palau de Qasr al-'Ashiq (877-882) de principis de l'època abàssida, encarregat pel califa Al-Mútamid, a prop de Samarra
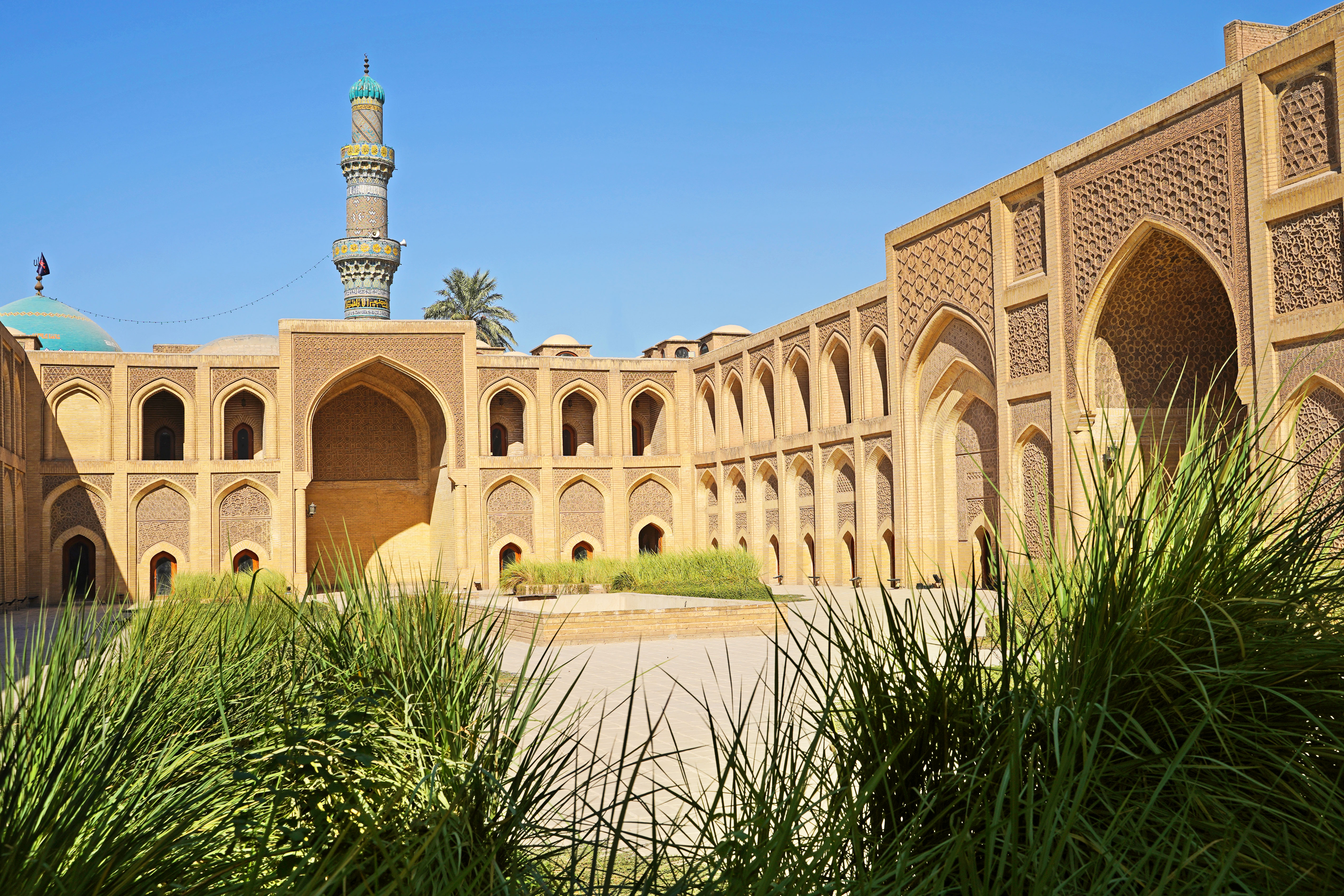
Madrasa al-Mustansiriya(1233), construïda pel califa Al-Mustànsir, amant de la ciència i l'educació, fou un dels edificis més grans del seu tipus en l'islam, amb una planta de 106 x 48 m

## Antecedents històrics

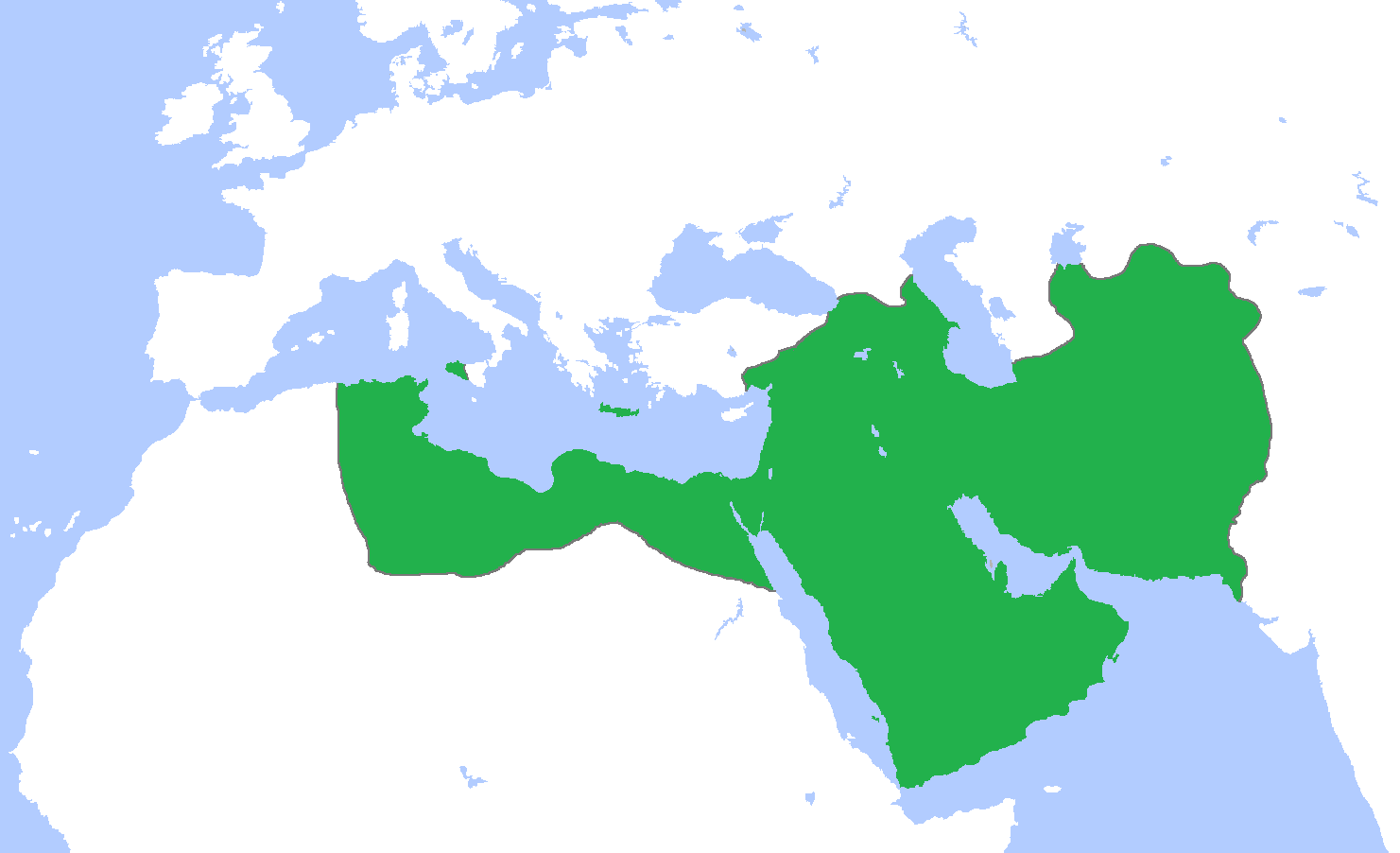
El Califat abàssida en la màxima extensió, cap a l'any 850

L'any 750, els abàssides van arrabassar el poder als governants omeies de l'Imperi àrab, que en van perdre totes les possessions excepte l'Al-Àndalus. Els califes abàssides, amb seu en l'actual Iraq, van governar Iran, Mesopotàmia, Aràbia i la Mediterrània oriental i meridional. El període comprés entre el 750 i el 900 es considera l'edat d'or de l'Islam. Mentre que els omeies solien reutilitzar els edificis preislàmics de les ciutats que havien conquistat, en l'època abàssida moltes d'aquestes estructures s'havien de substituir. La propagació de les creences musulmanes també va portar canvis de necessitats. Els abàssides hagueren de construir palaus, fortificacions, cases, edificis comercials, etc. Van millorar el camí de peregrinació des de Bagdad i Kufa fins a la Meca, amb murs, rases, estacions amb habitacions i mesquites.
L'any 762, el califa Al-Mansur fundà una nova capital, Bagdad, a la vora del Tigris, que prompte esdevingué una de les més grans ciutats del món. En el 836 el califa Al-Mustàssim va traslladar la capital a Samarra. Els abàssides van començar a perdre el control sobre les zones perifèriques de l'imperi, i les dinasties locals obtingueren una independència efectiva a Khorasan (samànides), a l'est de l'Iran, a Egipte (tulúnides) i a Ifríqiya (aglàbides). El califa al-Mútamid, que ja solament governava a l'Iraq, traslladà la seua capital a Bagdad en el 889. L'any 945, els buwàyhides, seguidors del xiisme, es van convertir en governants efectius com a emirs, mentre que els califes abàssides conservaren el seu títol nominal. Amb el califa An-Nàssir (1179-1225), els abàssides tornaren a controlar l'Iraq, però el setge de Bagdad pels mongols al 1258 posà fi al Califat abàssida.

## Orígens
La primera arquitectura abàssida era molt semblant a la de l'Imperi sassànida, com demostra el Palau d'Al-Ukhaydir. En feia servir les mateixes tècniques, els mateixos materials de rajola de fang, cuita i blocs de pedra tosca col·locats amb morter, i seguia els dissenys sassànides. La pedra escasseja a les planes al·luvials del centre i sud que formaven el cor del territori abàssida; per això molts edificis els feren de rajola de fang, revestits de guix, i sovint reparats o reconstruïts. A vegades hi empraven rajola cuita.
Quan el califa Al-Mansur edificà la ciutat redona de Bagdad, la Madinat al-Salam, que contenia el Palau Califal, la mesquita i els edificis administratius, degué seguir tradicions anteriors, com la ciutat redona de Gur construïda per Artaxerxes I (r. 224-241) a Firuzabad.
Amb la conquesta musulmana de Transoxiana, augmentà la influència de l'arquitectura sogdiana. A Samarra, els estucs i les pintures murals són semblants als dels palaus de Panjakent, a l'actual Tadjikistan. Més tard, en els segles XII i XIII, l'arquitectura de les terres governades pels abàssides fou dominada per l'arquitectura seljúcida.

## Innovacions

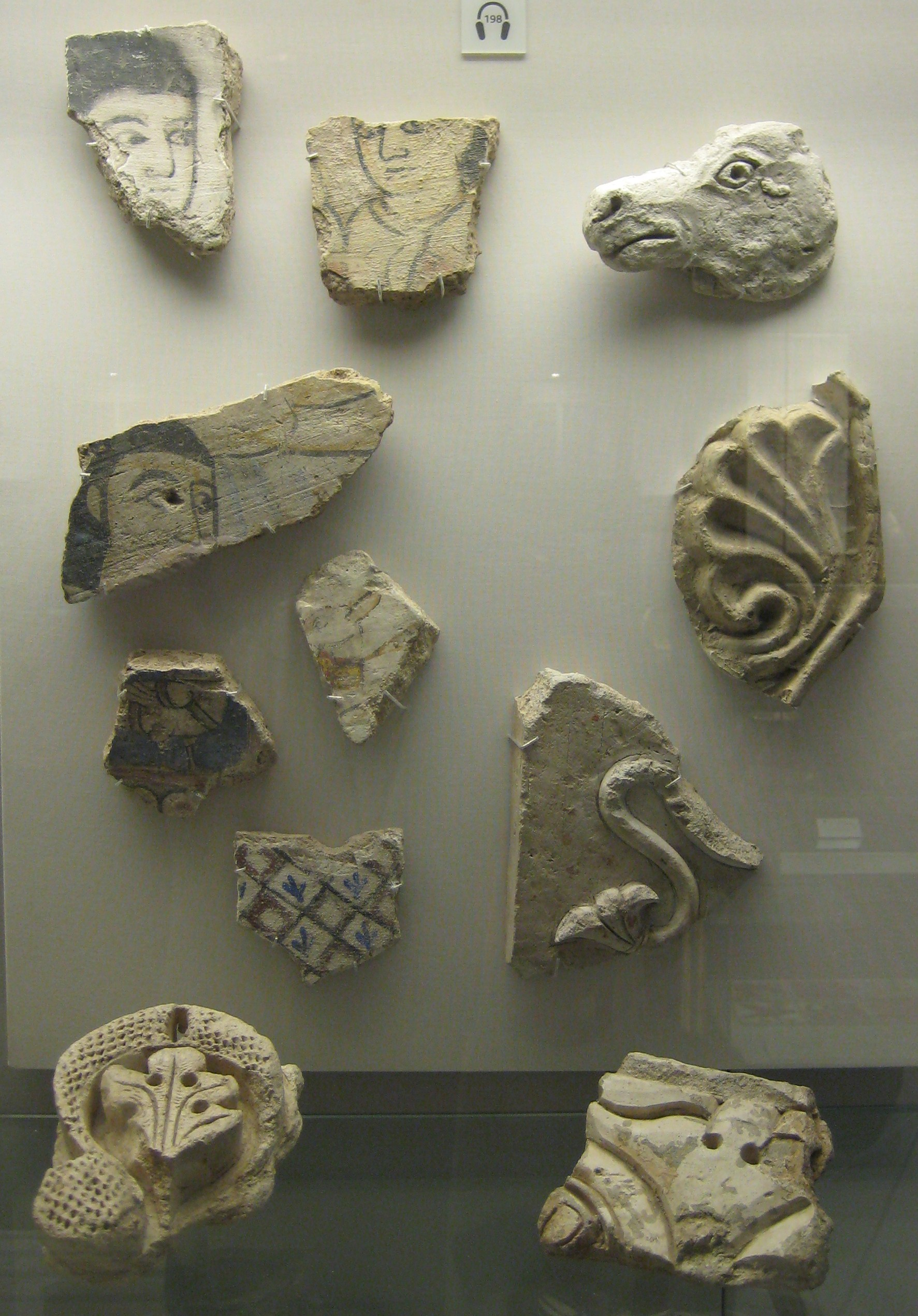
Fragments d'estuc de Samarra, amb pintures, talles i motius abstractes

Les ciutats abàssides s'assentaven en llocs molt extensos. Els palaus i mesquites de Samarra s'expandien al llarg de 40 quilòmetres per les ribes del Tigris. Per a adaptar-se a l'escala dels llocs, s'erigiren edificis monumentals, com els grans minarets en espiral de la Mesquita Abu Dulaf i la Gran Mesquita de Samarra, que no tenien parió. L'arc apuntat de dos centres i la volta havien aparegut abans que els abàssides prenguessen el poder; es convertiren, però, en la norma de l'arquitectura abàssida, amb el punt cada vegada més prominent. El primer exemple plenament desenvolupat de l'arc apuntat de quatre centres fou el de Qasr al-'Ashiq, construït entre el 878 i el 882.
A Samarra es feren servir tres nous tipus de decoració d'estuc que aviat es popularitzaren en altres indrets. Els dos primers se'n poden considerar derivats dels estils decoratius de l'Antiguitat tardana o dels omeies, però el tercer és completament nou: emprava motles per a crear patrons repetitius de línies corbes, osques, esquerdes i altres elements. Els dissenys fluids no feien ús dels temes vegetals, geomètrics o d'animals tradicionals. El treball d'estuc s'acoloria a vegades en roig o blau, i a vegades incorporava un mosaic de vidre. Aquest és el primer i més pur exemple de l'arabesc. Pot representar un intent deliberat de realitzar una forma abstracta de decoració que evite la representació d'éssers vius, i això pot explicar la ràpida adopció arreu del món musulmà.

## Característiques
Entre els trets típics dels edificis més importants hi havia enormes pilars redons i petites columnes adossades. L'arquitectura abàssida del segle ix incorporava decoracions foliades en els arcs, voltes penjants, voltes de mocàrabs i carcanyols policromats entrellaçats que es van considerar típics de l'arquitectura islàmica, encara que aquestes formes poden tenir el seu origen en l'arquitectura sassànida. Així, l'Arc de Ctesifont, frontal, estava decorat amb una motllura lobulada, forma copiada en el Palau d'Al-Ukhaydir.

### Palaus

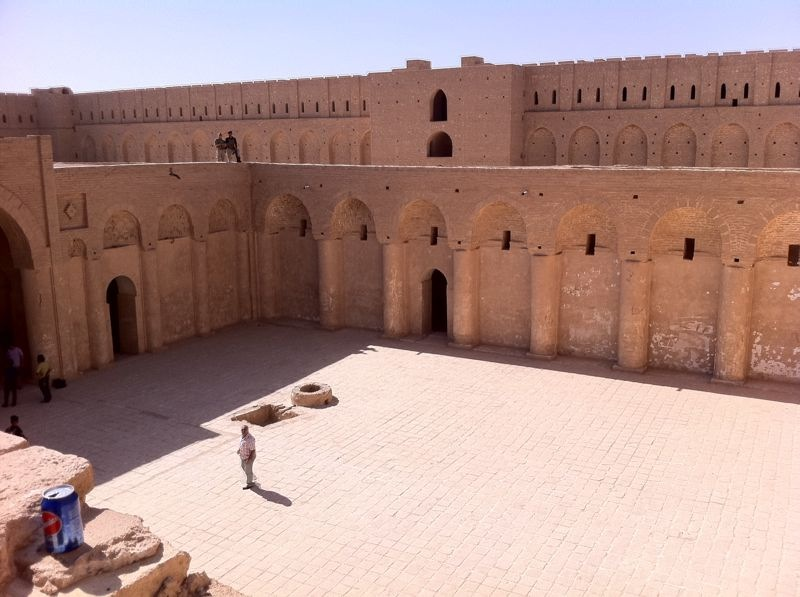
Palau d'Al-Ukhaydir a Karbala, Iraq

El palau abàssida més antic que es conserva, construït cap a l'any 775, és el Palau d'Al-Ukhaydir. Té una planta derivada dels anteriors palaus sassànides i omeies. Es troba al desert, a uns 180 km al sud de Bagdad. Té forma rectangular, amb 175 per 169 m, i quatre portes. Tres se'n troben en torres semicirculars que sobreïxen de la muralla i una en un buit seu rectangular. A dins n'hi ha un vestíbul d'entrada amb voltes, un pati central, un iwan obert al pati oposat al vestíbul i dependències residencials. Les tècniques sassànides persisteixen en la construcció d'arcades amb corbes punxegudes tot emprant enderrocs i morter revestit de rajola i estuc, arcs cecs com a ornamentació de grans superfícies de murs i salons voltats amb fornícules darrere dels arcs sostinguts per pesats pilars. Sembla que els palaus de Bagdad tenien una disposició pareguda, tot i que a major escala.
Els palaus de Samarra, com ara Qasr al-'Ashiq i al-Jiss, construïts a l'entorn de l'any 870, tenen motllures polilobulades tallades a l'intradós dels arcs, que hi dona aparença d'un arc foliat. Els pisos eren a vegades de marbre, més sovint de rajola. Les sales de recepció dels palaus de Samarra tenien daus d'estuc tallats o modelats que adornaven la banda inferior de les parets, i l'estuc també decorava els marcs de les portes, les fornícules de les parets i els arcs, en tres estils diferents. Altres palaus que s'han excavat solen tenir una sala central amb arcs envoltada per quatre iwans que donen a l'exterior.
L'únic palau abàssida que resta a Bagdad és al barri d'Al-Maiden, amb vista al Tigris: va ser erigit sota el mandat del califa An-Nàssir (1179-1225). Té dos pisos i conté un pati central i un iwan amb sostre i façana de rajola. Les excavacions i els treballs de restauració demostren que devia funcionar com a escola i no com a palau. Alguns estudiosos creuen que es tracta de l'Escola Sharabiya, una escola de teologia islàmica construïda en el segle xii. L'estructura i el disseny del palau s'assemblen molt a la Universitat al-Mustansiriya.

### Mesquites

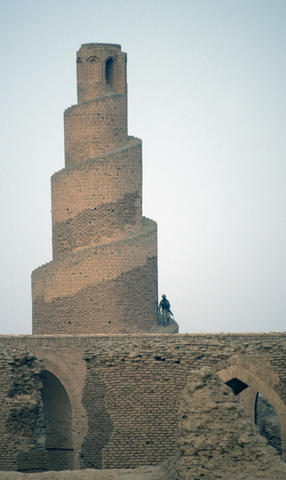
La Mesquita Abu Dulaf és una mesquita històrica situada a uns 15 quilòmetres al nord de Samarra, en la Governació de Salah ad-Din d'Iraq. La mesquita fou encarregada pel califa Al-Mutawàkkil al 859. Té forma rectangular i consta d'un sahn a l'aire lliure envoltat de passadissos, i el passadís de l'alquibla n'és el major. La mesquita és una de les majors del món quant a superfície, ja que té 46.800 m2. L'icònic minaret en espiral, que s'assembla al famós Malwiya de la Gran Mesquita de Samarra, n'és al costat nord

Els abàssides continuaren amb la planta hipòstila rectangular omeia, amb un pati porticat i una sala d'oració coberta. Construïren mesquites a escala monumental utilitzant rajola, ornaments d'estuc i les formes arquitectòniques desenvolupades a Mesopotàmia i altres regions d'Orient. La mesquita més antiga, construïda per Al-Mansur a Bagdad, hui no existeix. La Gran Mesquita de Samarra, construïda per Al-Mutawàkkil, feia 256 per 139 m. Tenia un sostre pla de fusta sostingut per columnes. La sala d'oració de la Mesquita Abu Dulaf de Samarra tenia arcades sobre pilars rectangulars de rajola que formaven un angle recte amb el mur de l'alquibla. Les dues mesquites de Samarra tenen minarets en espiral, els únics exemples a Iraq. Una mesquita de Balkh, en l'Afganistan actual, tenia uns 20 per 20 m quadrats, amb tres fileres de tres trams quadrats que suportaven nou cúpules voltades. Altres mesquites abàssides que es conserven són la Mesquita d'Ibn Tulun, de finals del segle IX al Caire, la de Tarikhaneh de Damghan (Iran), d'entre el 750 i el 789, i la Masjid-I-Tarikh, del segle ix, de Balkh (Afganistan).

### Altres edificis

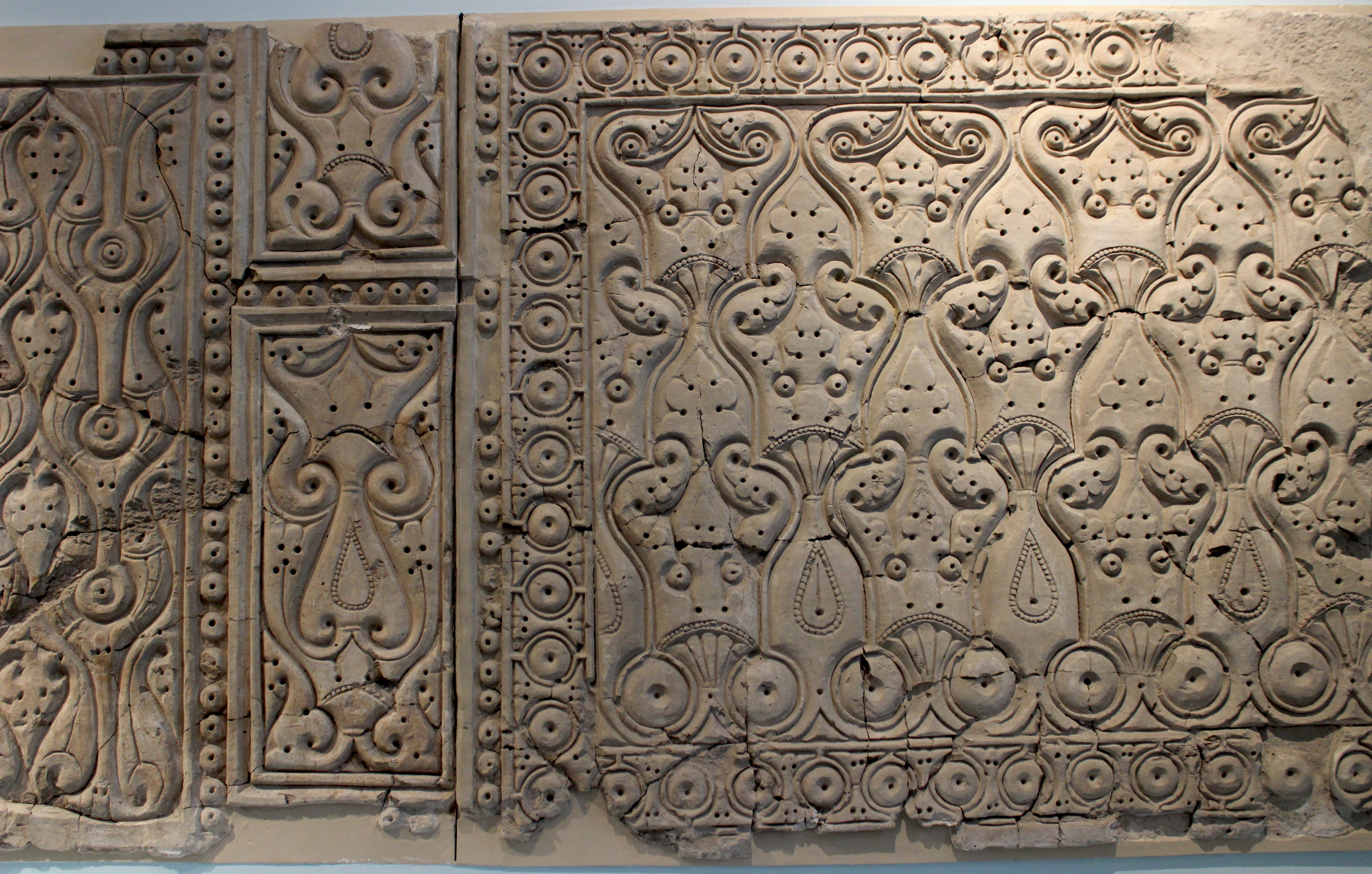
Panell d'estuc decoratiu en estil bisellat,

La majoria de les cases semblen ser de dos pisos. El nivell inferior solia estar enfonsat en el terra per a refrescar-se, i tenia sostres voltats. El nivell superior tenia un sostre de fusta i una teulada plana adossada, per a viure en les nits d'estiu. Les cases s'alçaven a l'entorn de patis i tenien un exterior sense trets distintius, tot i que sovint es decoraven amb molta cura a dins. La majoria de cases tenien latrines i bany d'aigua freda.
Els abàssides també van emprendre obres públiques, com ara canals a Samarra i cisternes a Tunísia i Palestina. El nilòmetre de Fustat, a prop de l'actual el Caire, de l'any 861, té una elaborada maçoneria i arcs de descàrrega.

## Decoració
Els tres tipus de decoració d'estuc més ben exemplificats, i potser desenvolupats, en la Samarra abàssida s'imitaren ràpidament en altres llocs i l'estil bisellat, que al seu torn continuà sent comú en el món islàmic durant segles, fou un important precursor de la decoració arabesca plenament desenvolupada. Els tulúnides d'Egipte van construir còpies d'edificis abàssides al Caire. La Mesquita d'Ibn Tulun de Fustat, a prop del Caire, del 876-879, combina característiques estructurals i decoratives omeies i abàssides. És l'única mesquita fora d'Iraq amb un minaret en espiral.
El traçat de la ciutat fatimita d'Al-Mansuriya, a Ifríqiya, fundada l'any 946, era circular, potser a imitació de Bagdad. L'arquitectura fatimita d'Ifríqiya i Egipte seguiren els estils abàssides, com demostren la Gran Mesquita de Mahdia i la Mesquita d'al-Azhar al Caire. Fins i tot els edificis omeies de la península Ibèrica mostren la influència abàssida. S'han trobat mesquites de nou cúpules a l'Al-Àndalus, Tunísia, Egipte i Àsia Central. Els edificis més recents segueixen a vegades estils arquitectònics abàssides, com ara la Mesquita Hamoudi de Djibouti, del segle xix.

## Exemples

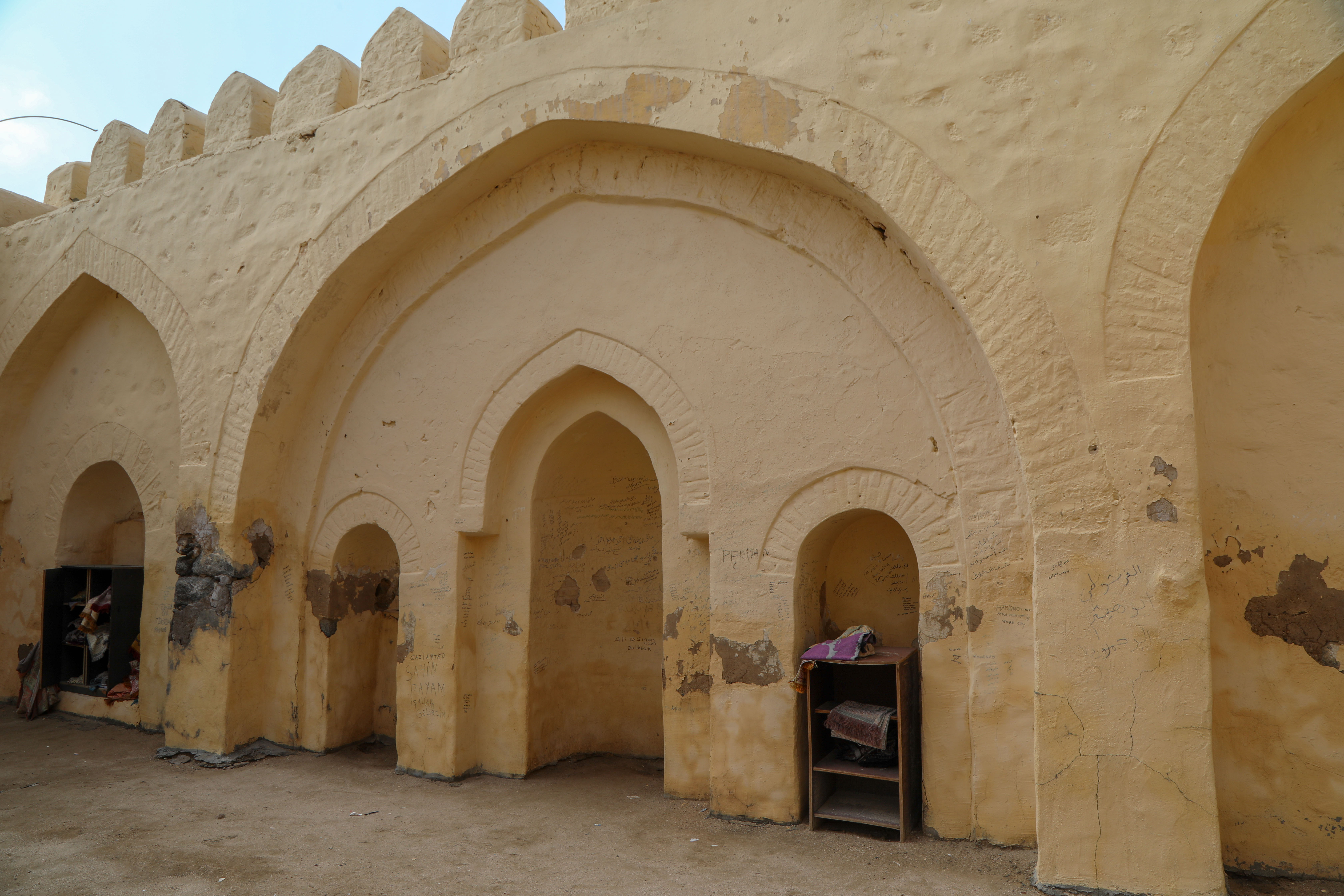
La Mesquita de Bay'ah és als afores de La Meca, aAràbia Saudita. Es va construir per ordre del califa abàssida Al-Mansurel 761-762 al Bay'ah, el lloc on Mahoma es va reunir amb els Ansar (els partidaris) i van prendre el jurament ('bay'ah). Aquesta mesquita és un gran exemple de l'arquitectura abàssida
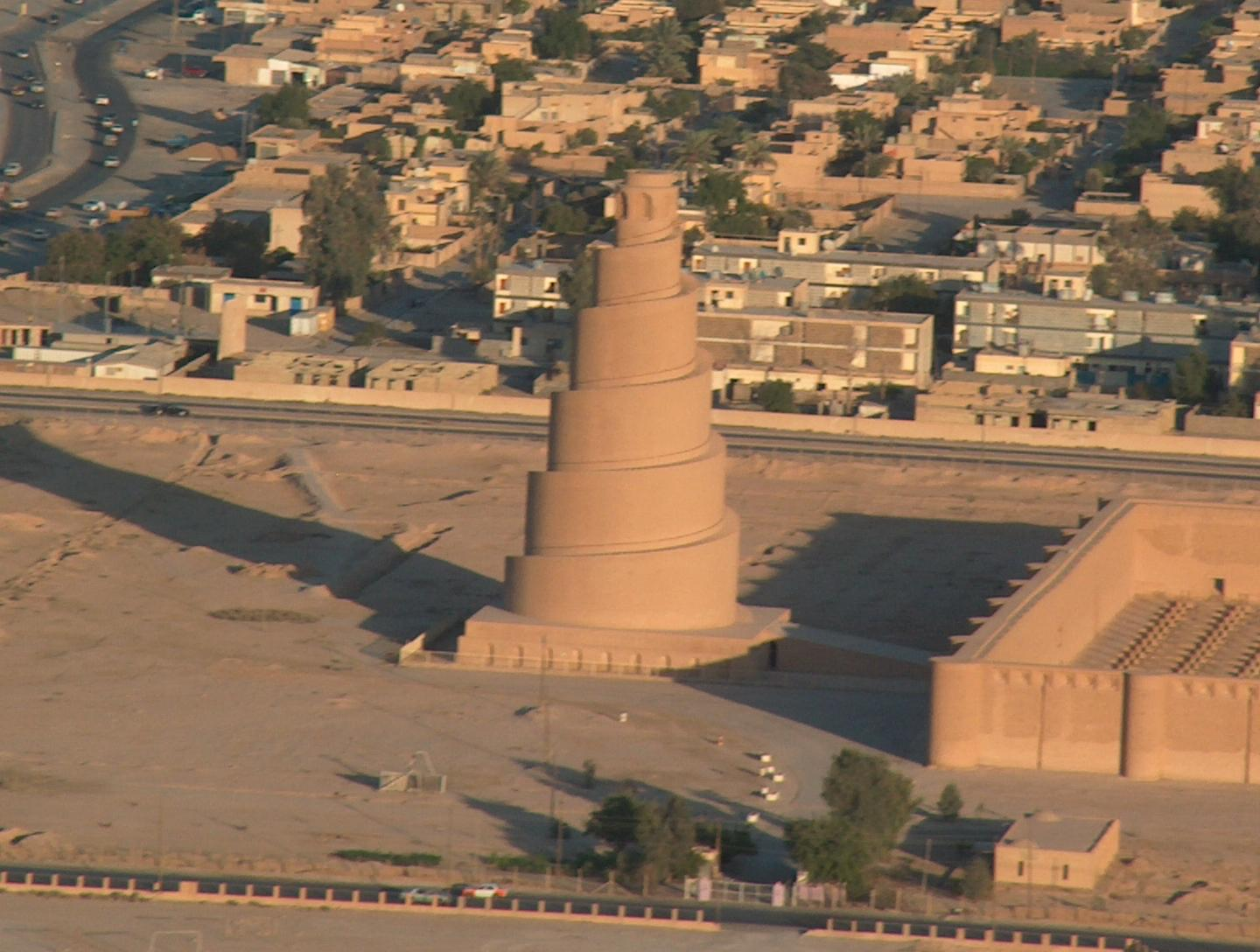
Construït pel califa Al-Mutawàkkil, el minaret en espiral de la Gran Mesquita de Samarra, a Iraq, hereta l'arquitectura única del minaret de Firuzabad
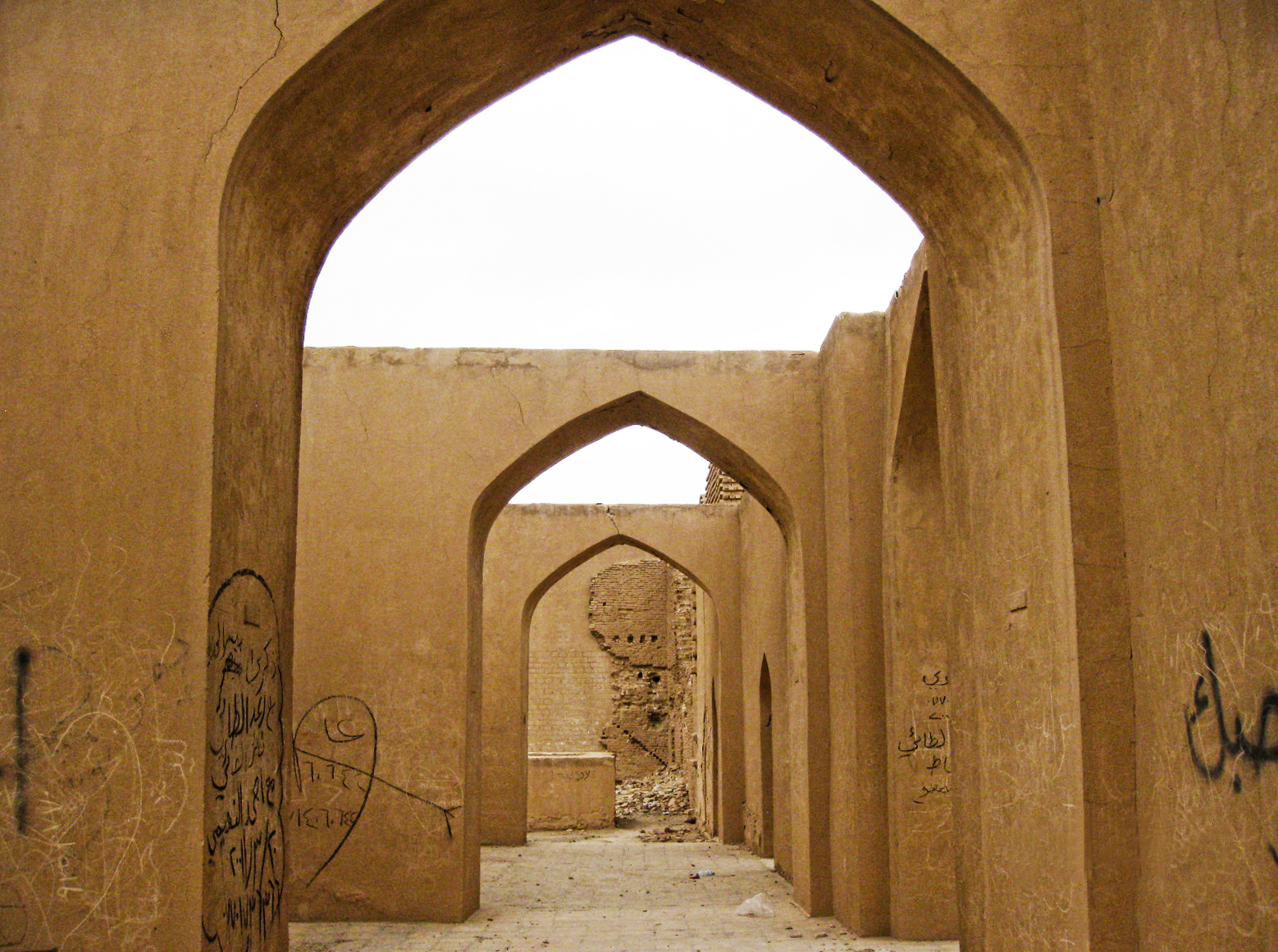
Vista del corredor del Palau de Qasr al-'Ashiq
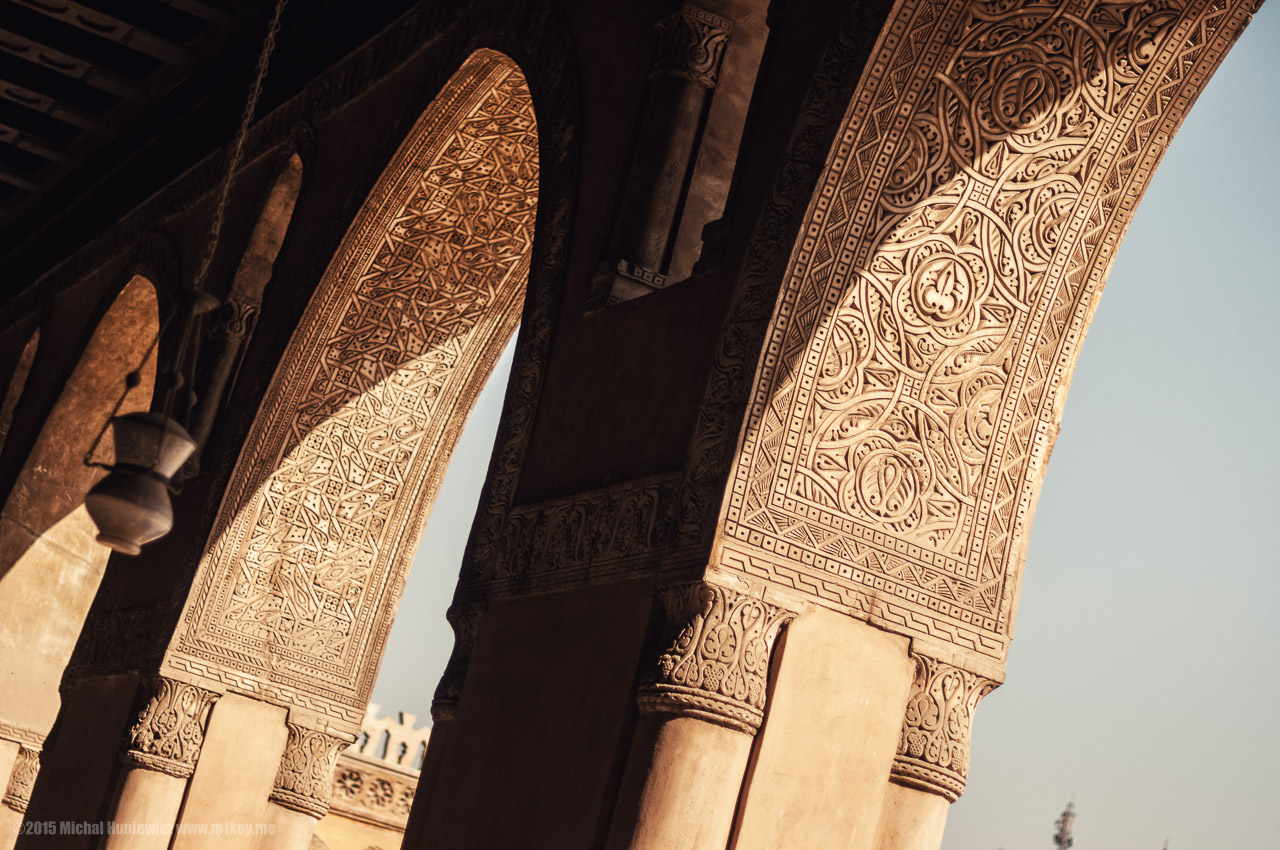
Decoracions d'arcs geomètrics abàssides

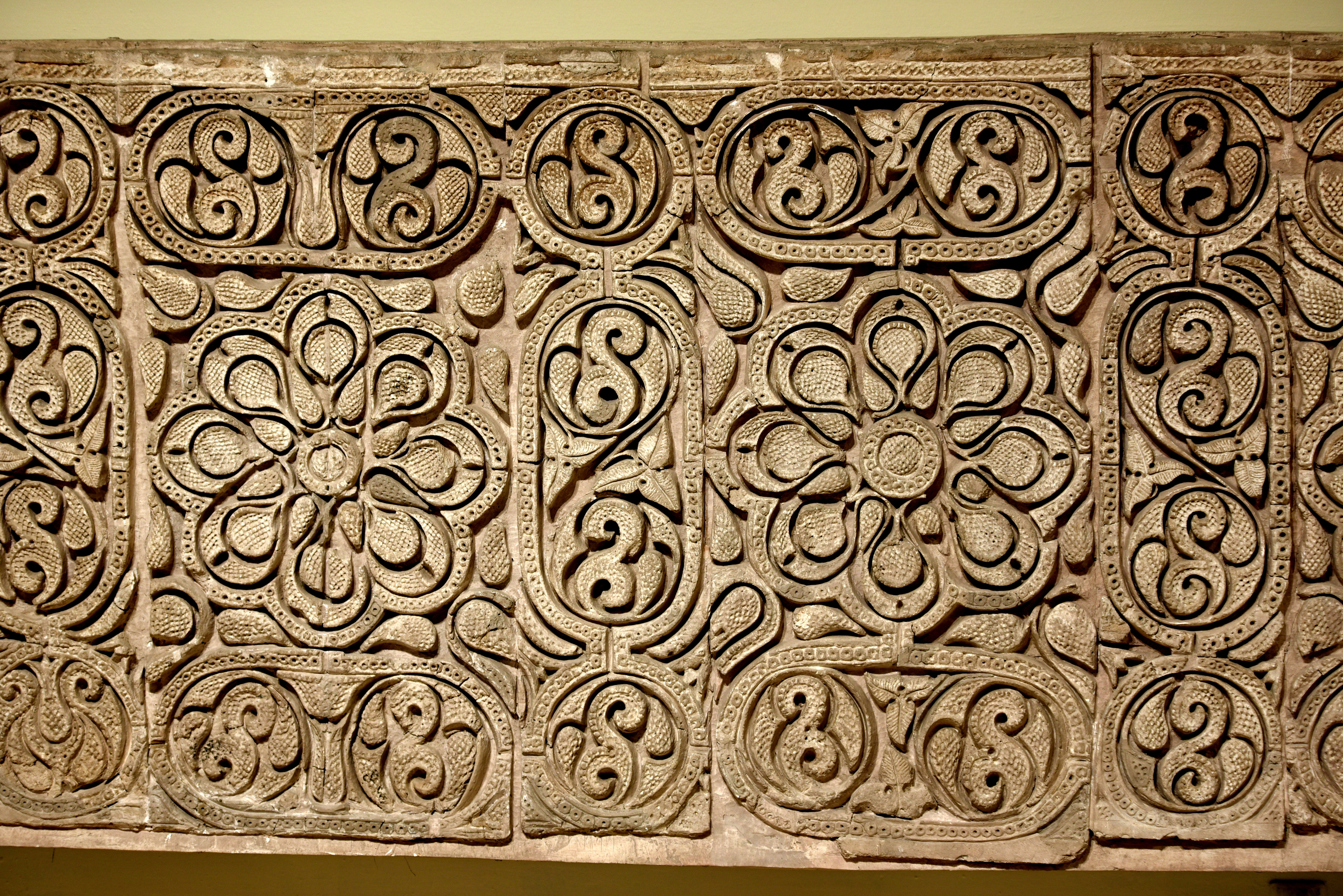
Panell d'estuc tallat procedent de la ciutat de Samarra, Iraq. Motiu floral amb dissenys geomètrics abàssides, raïm, vinyes i pinyes. Segle III de l'era islàmica (segle IX)
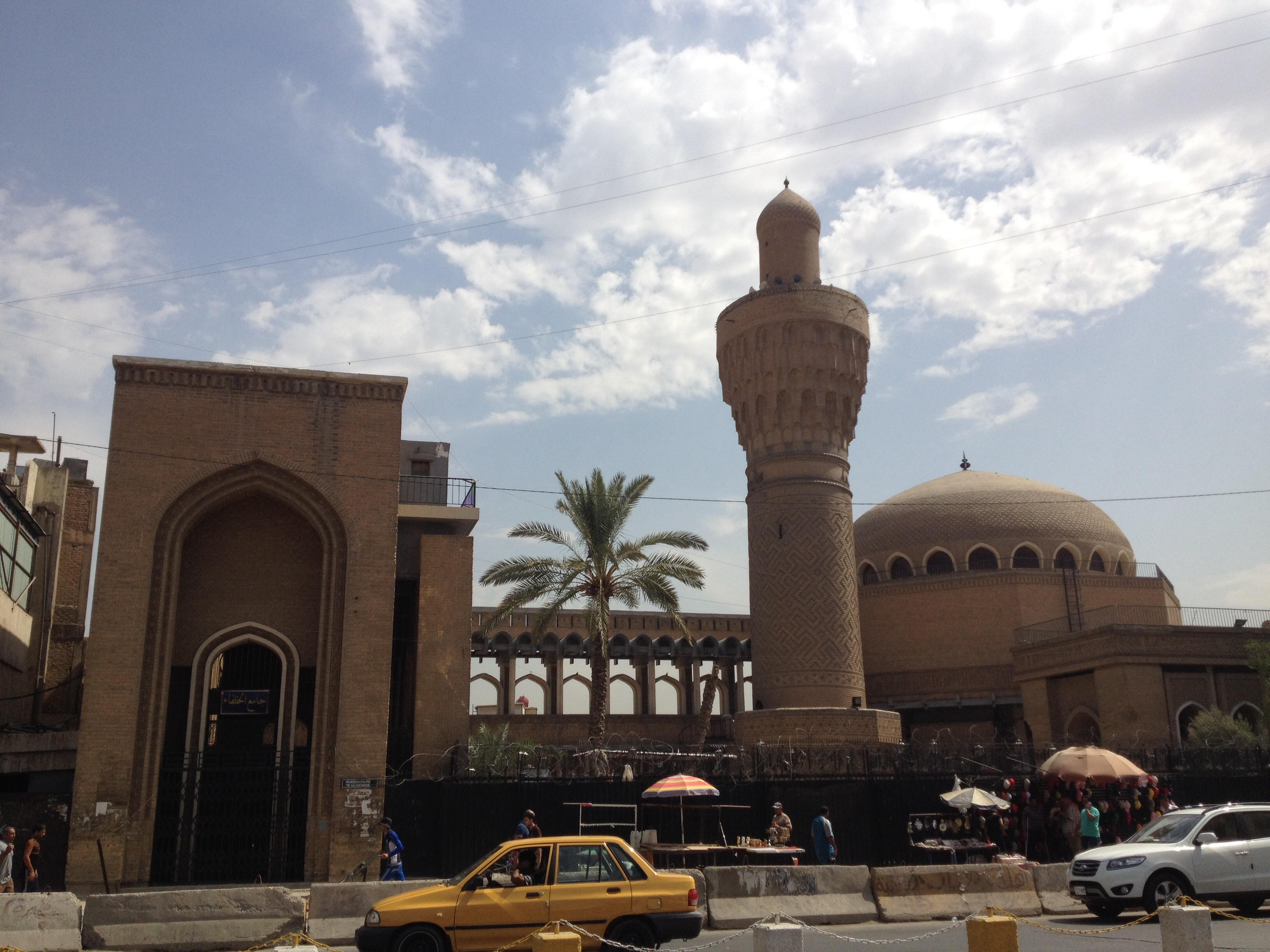
Mesquita d'Al-Khulafa, construïda pel califa abàssida Al-Muktafí, un gran exemple
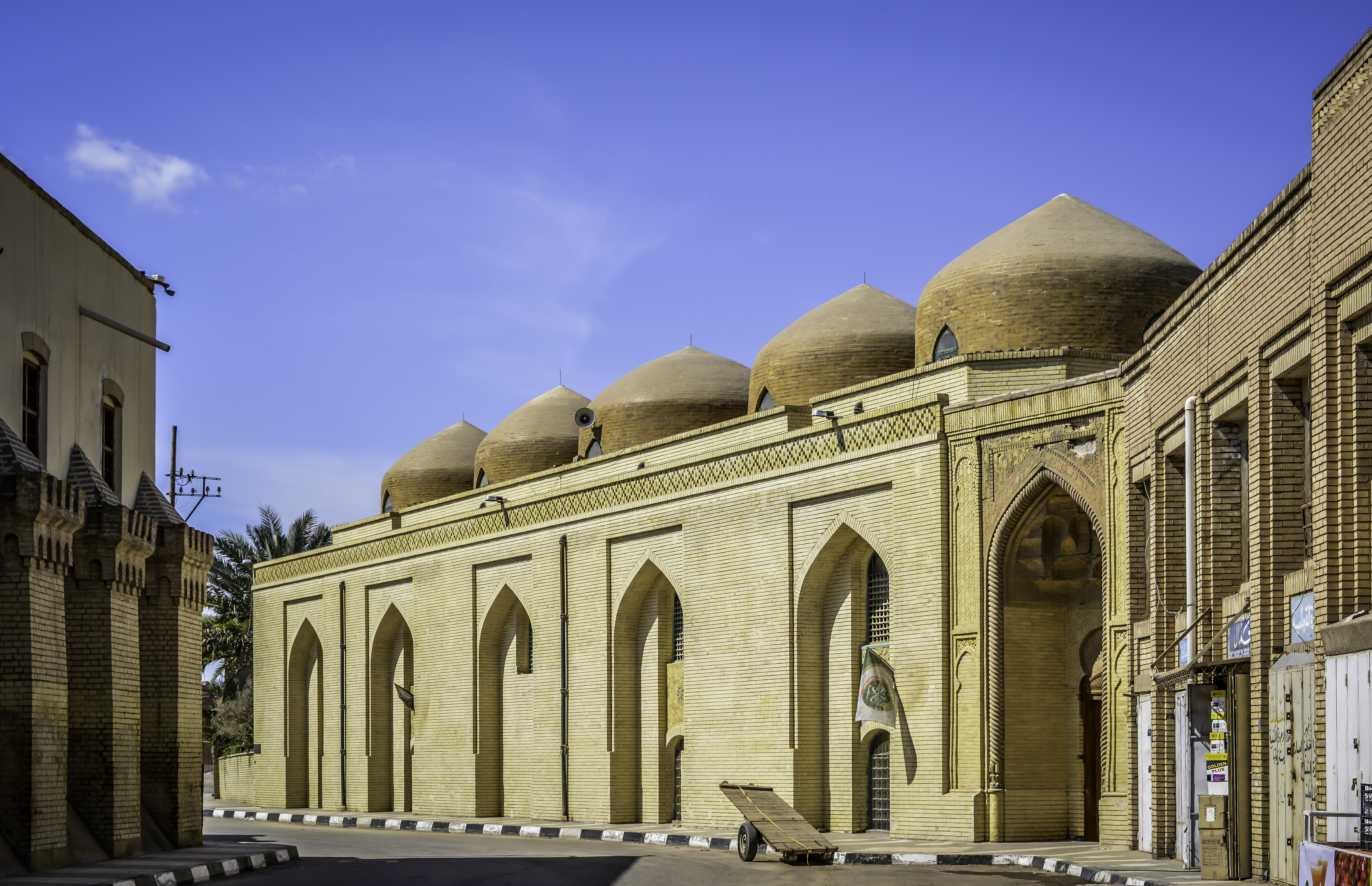
La Mesquita d'Al-Sarai va ser instituïda pel trenta-quatré califa abàssida An-Nàssir, i és un exemple de l'arquitectura del període abàssida posterior
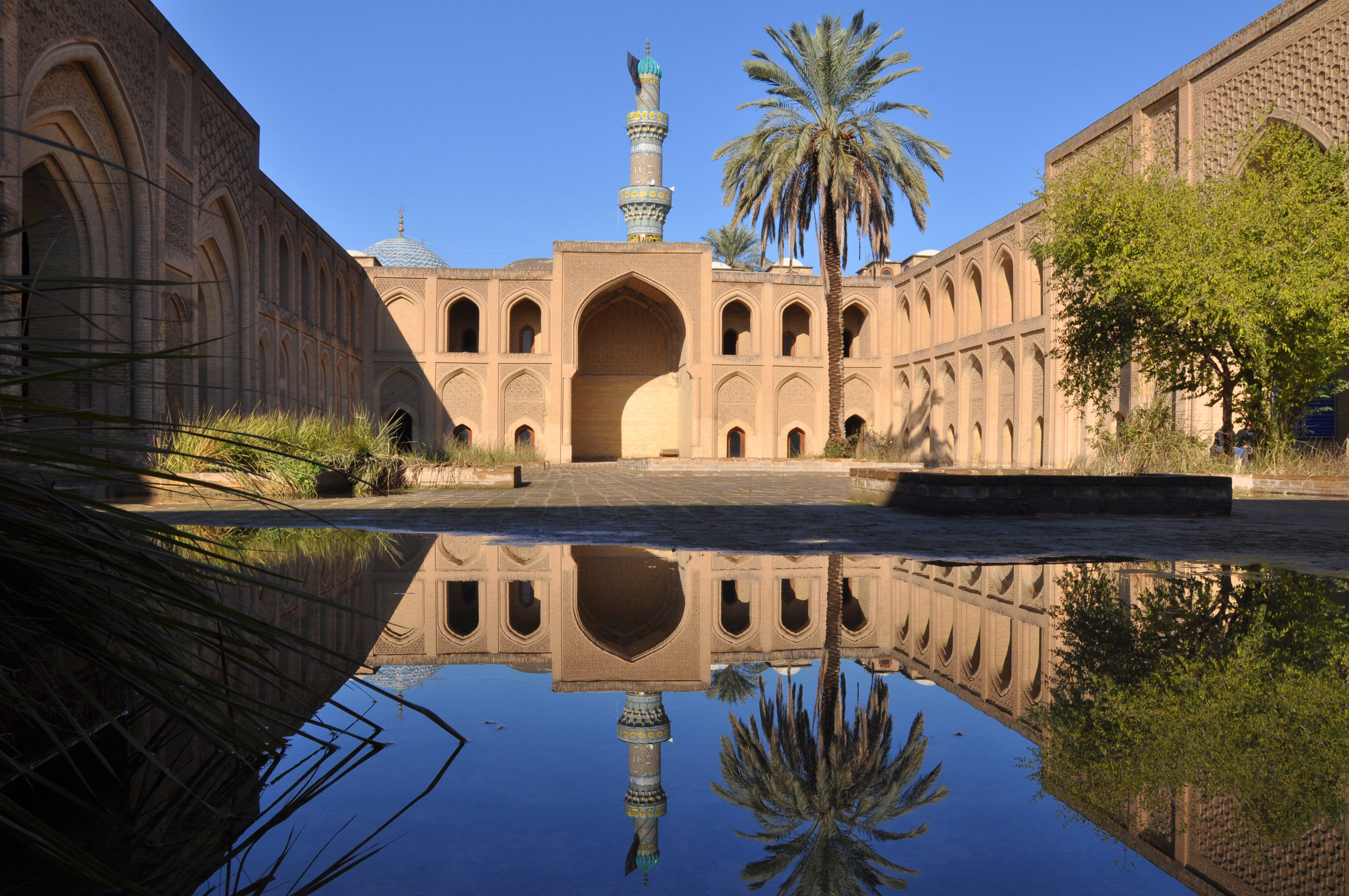
La Universitat al-Mustansiriya és un exemple de l'arquitectura del període abàssida posterior
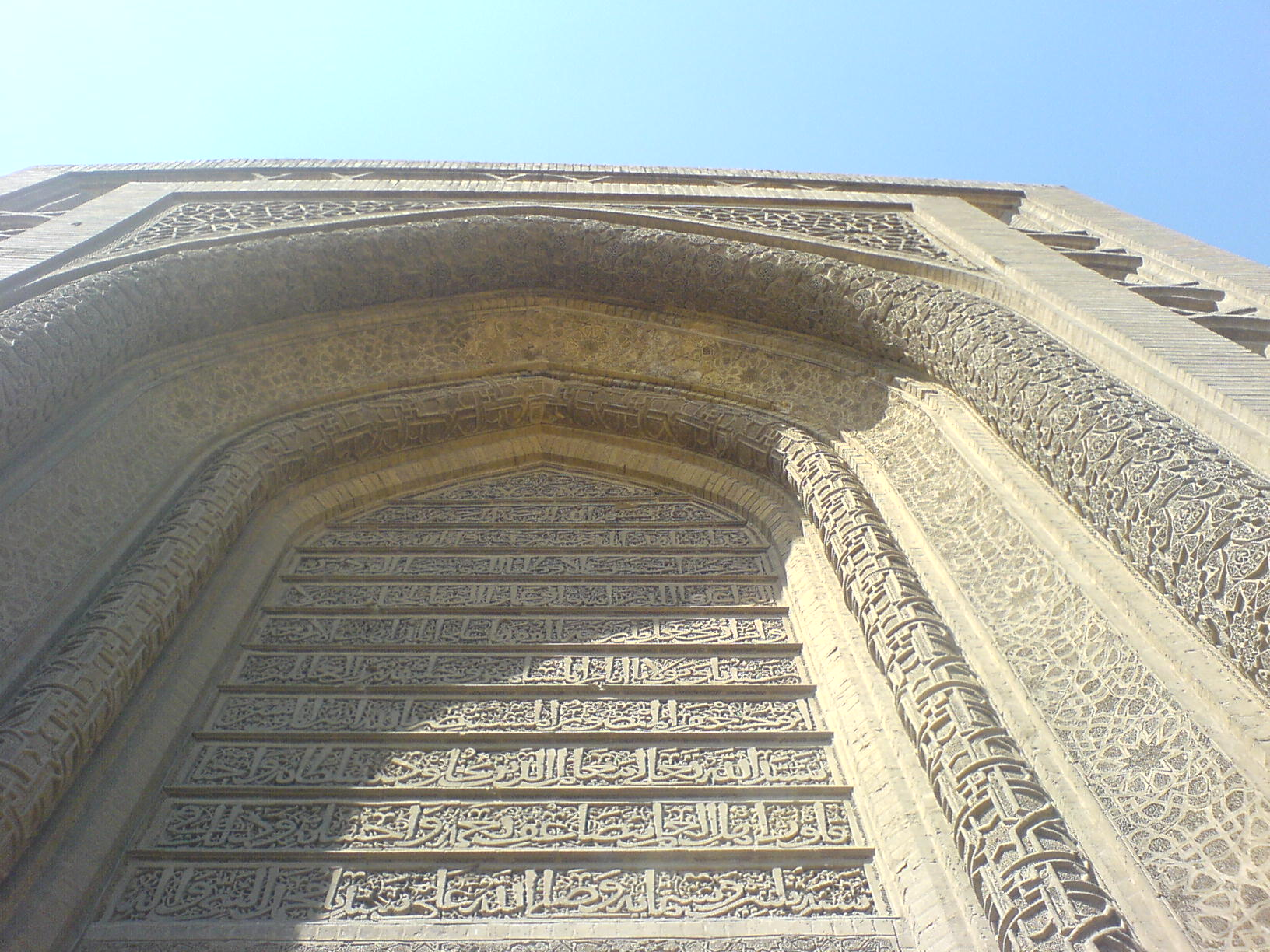
L'entrada principal de la Universitat al-Mustansiriya és un exemple de la decoració dels arcs geomètrics abàssides
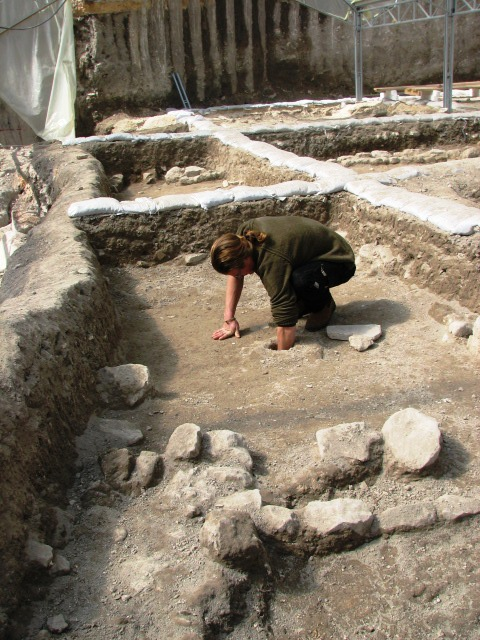
Edificis del període abàssida excavats en l'aparcament de Givati,Jerusalem. Palestina va ser abandonada pels abàssides, i era sobretot una societat de pagesos